# Aresta (botànica)

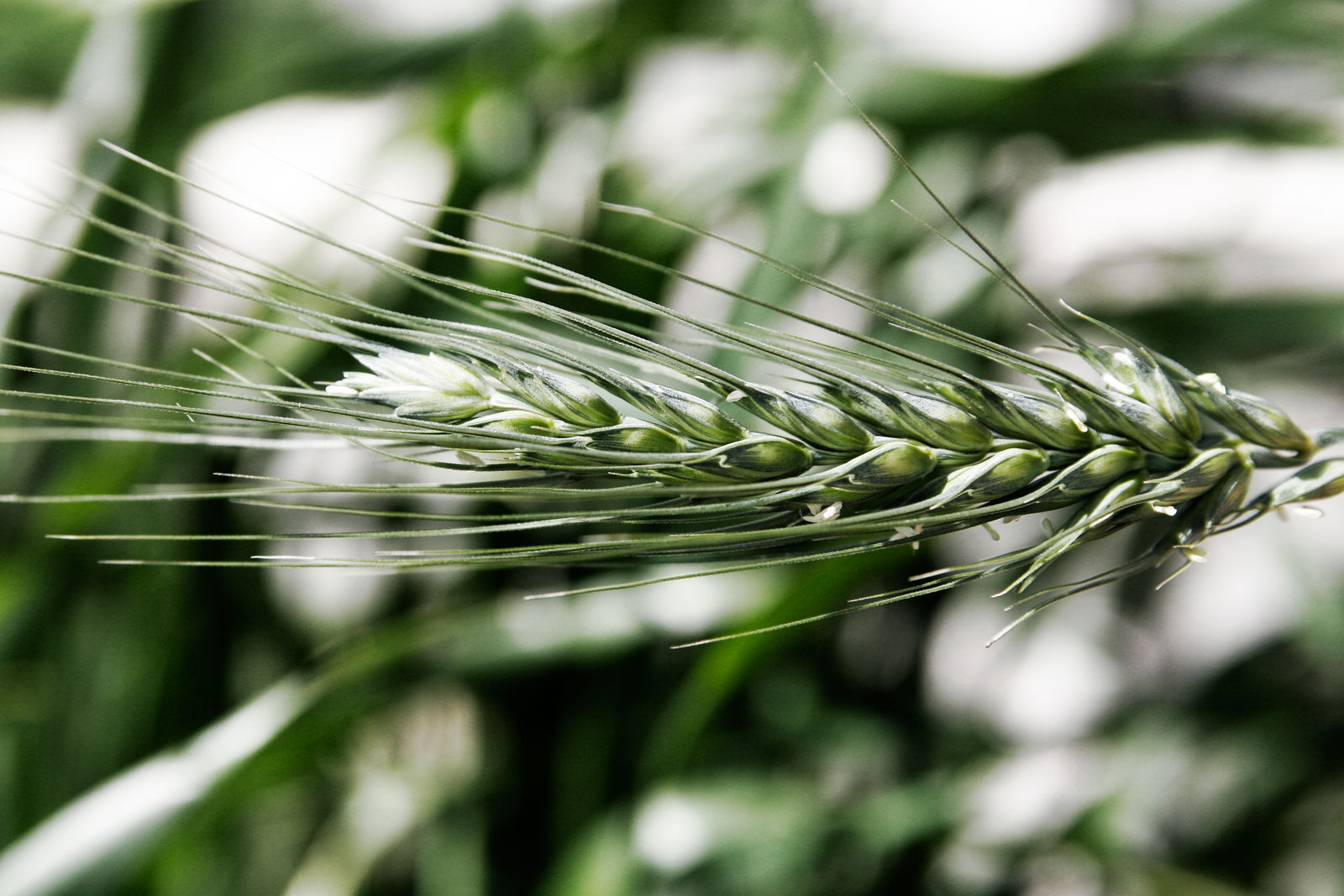
Aresta de sègol silvestre

Una aresta en botànica és o bé un pèl o bé un apèndix en una estructura més àmplia, o en el cas de les asteràcies, un element similar a una agulla rígida del vil·là de la flor.
L'aresta és un perllongament en punxa situat a l'extrem de la gluma de les gramínies.
En el cas del blat hi ha varietats amb arestes i varietats sense arestes, les arestes eviten que les espigues siguin menjades pels animals silvestres com els senglars.
Les arestes són característiques de moltes gramínies (poàcies), on s'estenen des de la lemna dels flòsculs. Això sovint dona l'aparença pilosa a la inflorescència. Les arestes poden tenir diversos cm de llargada o ser curtes, ser rectes o ser corvades. Algune gèneres es nomenen per les seves arestes com és el cas de les tres arestes (Aristida).
En algunes espècies les arestes poden contribuir significativament a la fotosíntesi, com per exemple en l'ordi.
Les arestes de les espiguetes del blat pisana silvestre s'introdueixen elles soles dins el sòl donat que de nit la humitat fa que les arestes estiguin erectes i s'ajuntin i en aquest procés empenyen la llavor dins el sòl. De dia la humitat disminueix i les arestes es tornen a afluixar, tanmateix, els pels fins de silici de les arestes actuen com uns ganxos de trinquet i eviten que les espiguetes surtin cap enfora una altra vegada.